# Cesare Rossi (wioślarz)
Cesare Rossi (ur. 10 listopada 1904 w Gossolengo, zm. 11 stycznia 1952 w Piacenzy) – włoski wioślarz. Brązowy medalista olimpijski z Amsterdamu.
Zawody w 1928 były jego jedynymi igrzyskami olimpijskimi. Brązowy medal zdobył w czwórce bez sternika, osadę łodzi tworzyli ponadto Umberto Bonadè, Pietro Freschi i Paolo Gennari. Na mistrzostwach Europy wywalczył złoto w 1929 i 1930.